# Akjagaýa
Akjagaýa (turk.: Akjagaýa; ros.: Акчакая, Akczakaja) – bezodpływowe obniżenie i najgłębsza depresja w Turkmenistanie, w północno-zachodniej części pustyni Kara-kum. Ma ok. 50 km długości i 6 km szerokości. Najniższy punkt leży 81 m p.p.m. Obniżenie jest wygięte w kształcie podkowy i otoczone wysokimi, stromymi zboczami.